# Pouillot couronné
Phylloscopus occipitalis
Espèce
Répartition géographique
Statut de conservation UICN

 LC  : Préoccupation mineure
Le Pouillot couronné (Phylloscopus occipitalis) est une espèce d'oiseaux d'Asie appartenant à la famille des Phylloscopidae.

## Comportement
Il est insectivore.

## Systématique
L'espèce Phylloscopus occipitalis a été décrite par le zoologiste britannique Edward Blyth en 1845, sous le nom initial de Phyllopneuste occipitalis.

### Synonyme
- Phyllopneuste occipitalis  Blyth, 1845 (protonyme)